# Baza Drofà
Baza Drofà (en rus: Переяславка) és un poble (un possiólok) del krai de Khabàrovsk, a Rússia, que el 2019 tenia 501 habitants. Pertany al districte rural de Lazó.